# ГАЗ-3937 «Водник»
ГАЗ-3937 «Водник» — російський автомобіль для транспортування людей і вантажів у важкопрохідних районах. Забезпечує захист екіпажу від стрілецької зброї. Розроблено російською компанією «ГАЗ». Виготовляється на Арзамаському машинобудівному заводі.
Виготовляється, зокрема, для Міністерства оборони Російської Федерації із 2005 року.

## Особливості конструкції
Автомобіль побудований за модульною схемою. Зварний корпус включає два знімних модуля. Передній модуль складається із силового відділення та відділення управління, розділених герметичною перегородкою.
Задній багатоцільовий модуль завдяки швидкознімному з'єднанню може бути замінений у польових умовах. Іншими словами, одне шасі автомобіля може виконувати кілька функцій залежно від встановленого модуля:
- транспортування людей
- транспортування вантажів та технологічного обладнання у важкодоступні райони
- транспортування житлових блоків та інших комунальних модулів
- виконання функцій технологічних машин паливно-енергетичного комплексу (паливозаправників, ємностей тощо).

Автомобіль має передній привід передніх, що відключається, незалежну торсіонну підвіску, систему централізованого підкачування шин, гідропідсилювач рульового управління, потужну систему опалення і кондиціювання.

## Історія
Розроблено на замовлення Міністерства Оборони СРСР за проєктом «Водник». За цим же проєктом у 1988 році НАМІ був розроблений плаваючий автомобіль, який отримав індекс НАМІ-0281. Але цей автомобіль мав зовсім інше компонування. Відсік силового агрегату розташовувався у задній частині кузова, а вантажопасажирський відсік розміщувався посередині. Таке рішення дозволяло зберігати диферент на плаву практично незалежно від вантажу, що перевозиться. НАМІ-0281 мав деяку зовнішню схожість із БРДМ, споряджена маса — 2800 кг, кількість пасажирів — 9. Ані НАМІ-0281, ані ГАЗ-3937 не задовольнили вимоги Міністерства оборони, заявлені у конкурсі (повна маса до 4000 кг, авіатранспортабельність гелікоптером Мі-8).

## Технічні характеристики
- Маса автомобіля (повна), кг: 6600—7500
- Маса вантажу, що перевозиться, кг: 1500—2500
- Кількість пасажирів: 10—11
- Габаритні розміри:
  - довжина, мм: 5100
  - ширина, мм: 2600
  - висота, мм: 2300
  - База, мм: 3000
  - Колія, мм: 2200
  - Кліренс, мм: 475
- Двигун: ГАЗ-5621
  - Тип: 6-циліндровий турбодизель
  - Робочий об'єм, см³: 3200
  - Маса 310 кг
- Швидкість:
  - по шосе, км/ч: 120
- Запас ходу за паливом, км: 700—1000

## Оператори
- Росія — МВС РФ, 54 (4 ГАЗ-39344, 50 ГАЗ-39371-011)[2]
- Уругвай — 48[3][1]
- Україна — мінімум 2 автомобіля захоплені силами оборони України[4][5]

## Бойове застосування
- Російсько-українська війна (з 2014). У січні 2015 року ГАЗ-3937 «Водник» була помічена на тимчасово окупованій території Луганської області.[6][7][8]
- У лютому 2023 року був помічений біля Бахмуту.[4]